# Khānrūd
Khānrūd (persiska: خانرود) är en ort i Iran.   Den ligger i provinsen Khorasan, i den nordöstra delen av landet, 700 km öster om huvudstaden Teheran. Khānrūd ligger 1 659 meter över havet och antalet invånare är 374.
Terrängen runt Khānrūd är lite bergig. Runt Khānrūd är det ganska tätbefolkat, med 185 invånare per kvadratkilometer. Närmaste större samhälle är Ţorqabeh, 19,2 km norr om Khānrūd. Trakten runt Khānrūd består i huvudsak av gräsmarker.